# Maciek Szczerbowski
Maciek Szczerbowski é um cineasta canadense. Como reconhecimento, foi nomeado ao Oscar 2008 na categoria de Melhor Animação em Curta-metragem por Madame Tutli-Putli.